# باتريك وايلد
باتريك وايلد (بالإنجليزية: Patrick Wilde)‏ هو كاتب مسرحي وكاتب سيناريو بريطاني، ولد في القرن العشرين في لندن في المملكة المتحدة.

## وصلات خارجية
- باتريك وايلد على موقع IMDb (الإنجليزية)
- باتريك وايلد على موقع قاعدة بيانات الفيلم (الإنجليزية)